# Zé Kalanga
Paulo Baptista Nsimba, mais conhecido como Zé Kalanga (Uíge, 10 de dezembro de 1983), é um futebolista angolano que joga actualmente no Bravos do Maquis.

## Carreira
É considerado por muitos um dos jogadores mais importantes da história da Seleção Angolana de Futebol porque foi dele que sairam as assistências mais sonantes do futebol angolano.
Ele fez o cruzamento que terminou em golo do atacante Akwa, golo esse que levou a Angola pela primeira vez no Mundial de futebol da FIFA em 2006.
A outra assistência histórica foi em pleno mundial de futebol em 2006 quando ele fez o cruzamento que gerou o unico golo da história da seleção em uma mundial marcado por Flávio Amado.
Ele representou o elenco da Seleção Angolana de Futebol no Campeonato Africano das Nações de 2010.